# Feodor Hösler
Feodor (auch: T(h)eodor, Fe(io)dor) Victor Gustav Hösler (* 4. April 1827 in Gera; † 11. März 1868 in Schleiz) war ein deutscher Jurist und Politiker.

## Leben
Hösler war der Sohn des Regierungs- und Konsistorialadvokaten Dr. jur. Carl Gustav Hösler in Gera und dessen Ehefrau Christiane Cäcilie Mariane geborene Friederici. Er war evangelisch-lutherischer Konfession und heiratete am 6. Mai 1856 in Gera Ida Helene Kühn (* 27. Dezember 1830 in Gera), die Tochter des Zeugmachermeisters Johann Friedrich Tobias Kühn in Gera.
Hösler studierte Staats- und Rechtswissenschaften und war danach Rechtskandidat in Gera. Ab 1850 war er Notar in Fürstentum Reuß jüngerer Linie und ab 1852 dort Untergerichtsadvokat mit Sitz in Schleiz.
Von 1854 bis 1856 und erneut ab 1867 war er Mitglied des Gemeinderates der Stadt Schleiz. Vom 20. Februar 1856 bis 1857 war er Mitglied im Landtag Reuß jüngerer Linie. Dort war er 1856 Schriftführer.